# 北京市市政工程设计研究总院
北京市市政工程设计研究总院有限公司（简称北京市政总院）是中华人民共和国的一家市政工程设计单位，是中国勘察设计协会市政工程设计分会会长单位及市政行业14个学会、协会的挂靠单位，在全国设有21个分支机构，项目业绩分布于31个国家和地区的超过200个城市。具有工程设计综合甲级资质。

## 历史沿革
北京市政总院创建于1955年，2013年完成转企改制，2014年对北京市勘察设计研究院实施重组，2016年合并重组后属于北京控股集团有限公司，
2017年5月9日，北京市政总院与思城控股（01486，HK）在香港联合举行战略合作发布会。

## 现状
北京市政总院现有员工2700余人，拥有全国工程勘察设计大师9名，国家和北京市突出贡献专家11人，国务院特殊津贴专家60人。